# فيليب ري
فيليب ري (بالإنجليزية: Phillip Rhee)‏ هو منتج أفلام ولاعب تايكوندو وكاتب سيناريو ومخرج وممثل أمريكي، ولد في 7 سبتمبر 1960 بسان فرانسيسكو في الولايات المتحدة.

## وصلات خارجية
- فيليب ري على موقع IMDb (الإنجليزية)
- فيليب ري على موقع روتن توميتوز (الإنجليزية)
- فيليب ري على موقع ألو سيني (الفرنسية)
- فيليب ري على موقع أول موفي (الإنجليزية)
- فيليب ري على موقع قاعدة بيانات الأفلام السويدية (السويدية)
- فيليب ري على موقع قاعدة بيانات الفيلم (الإنجليزية)
- فيليب ري على موقع كينوبويسك (الروسية)